# Kaniuk amerykański
Kaniuk amerykański (Elanus leucurus) – gatunek średniej wielkości ptaka drapieżnego z podrodziny kaniuków (Elaninae) w rodzinie jastrzębiowatych (Accipitridae), żyjącego na zachodzie i południu Ameryki Północnej oraz w Ameryce Południowej.

## Zasięg występowania
Kaniuk amerykański występuje w zależności od podgatunku:
- E. leucurus majusculus – zachodnie i południowe Stany Zjednoczone od stanu Waszyngton na południe do Kalifornii i południowej Arizony, i południowy Teksas na wschód do południowej Florydy (czasami do Karoliny Południowej) oraz Meksyk; zamieszkuje także większość Ameryki Centralnej na południe do Kostaryki (podgatunek niepewny).
- E. leucurus leucurus – Panama i zachodnia oraz wschodnia Kolumbia na wschód do Gujany i północnej Brazylii, na południe przez Amazonię do Argentyny (Chubut, Mendoza i Buenos Aires) oraz środkowego Chile (Valdivia i Chiloé).

## Etymologia
- Elanus: zob. Elanus.
- leucurus: gr. λευκουρος leukouros „białoogonowy”, od λευκος leukos „biały”; -ουρος -ouros „-ogonowy”, od ουρα oura „ogon”[8].
- majusculus: łac. maiusculus „nieco większy”, od zdrobnienia maior, maioris „większy”, od formy magnus  „wielki”[9].

## Morfologia
Długość ciała 35–43 cm, rozpiętość skrzydeł 88–102 cm; masa ciała 241–375 g. Ubarwieniem przypomina mewę, lecz jego kształt ciała oraz styl lotu są charakterystyczne dla jastrzębi. Większa część ich ciała jest biała, natomiast końcówki skrzydeł i ramiona mają odcień czarny.

## Ekologia
Kaniuk amerykański występuje głównie na terenach podmokłych, trawiastych z rozproszonymi drzewami. Zazwyczaj nie żyje na wysokościach powyżej 1500 m n.p.m., choć odnotowano już występowanie tego gatunku w Peru, na wysokości 4200 m n.p.m. Jego pożywienie stanowią niewielkie gryzonie, rzadziej inne ptaki, duże owady oraz płazy i gady.

### Rozród
Gniazdo w kształcie miseczki, wyłożone delikatniejszym materiałem i umieszczone w koronie małego lub średniej wielkości izolowanego drzewa lub w krzewie. W zniesieniu 3–5 jaj, które są białe i mocno upstrzone brązowawymi kropkami i plamami. W jednym zbadanym gnieździe w Argentynie okres inkubacji wynosił 31 dni.

## Status
Międzynarodowa Unia Ochrony Przyrody (IUCN) uznaje kaniuka amerykańskiego za gatunek najmniejszej troski (LC – Least Concern) nieprzerwanie od 1988 roku. W 2008 roku liczebność światowej populacji szacowano na 0,5–5 milionów osobników. Trend liczebności populacji uznaje się za wzrostowy.
Gęstość występowania kaniuka amerykańskiego waha się od 1 pary na 100 km² do 1 pary na 1 km². W latach 30. XX wieku gatunek znajdował się na granicy wymarcia ze względu na polowania i kolekcjonowanie jaj. Aktualnie znów jest pospolity.

## Galeria

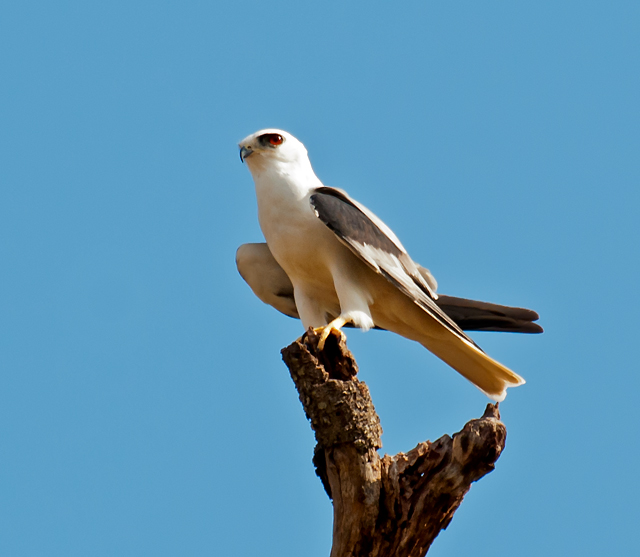
Kaniuk amerykański w São Paulo (Brazylia)
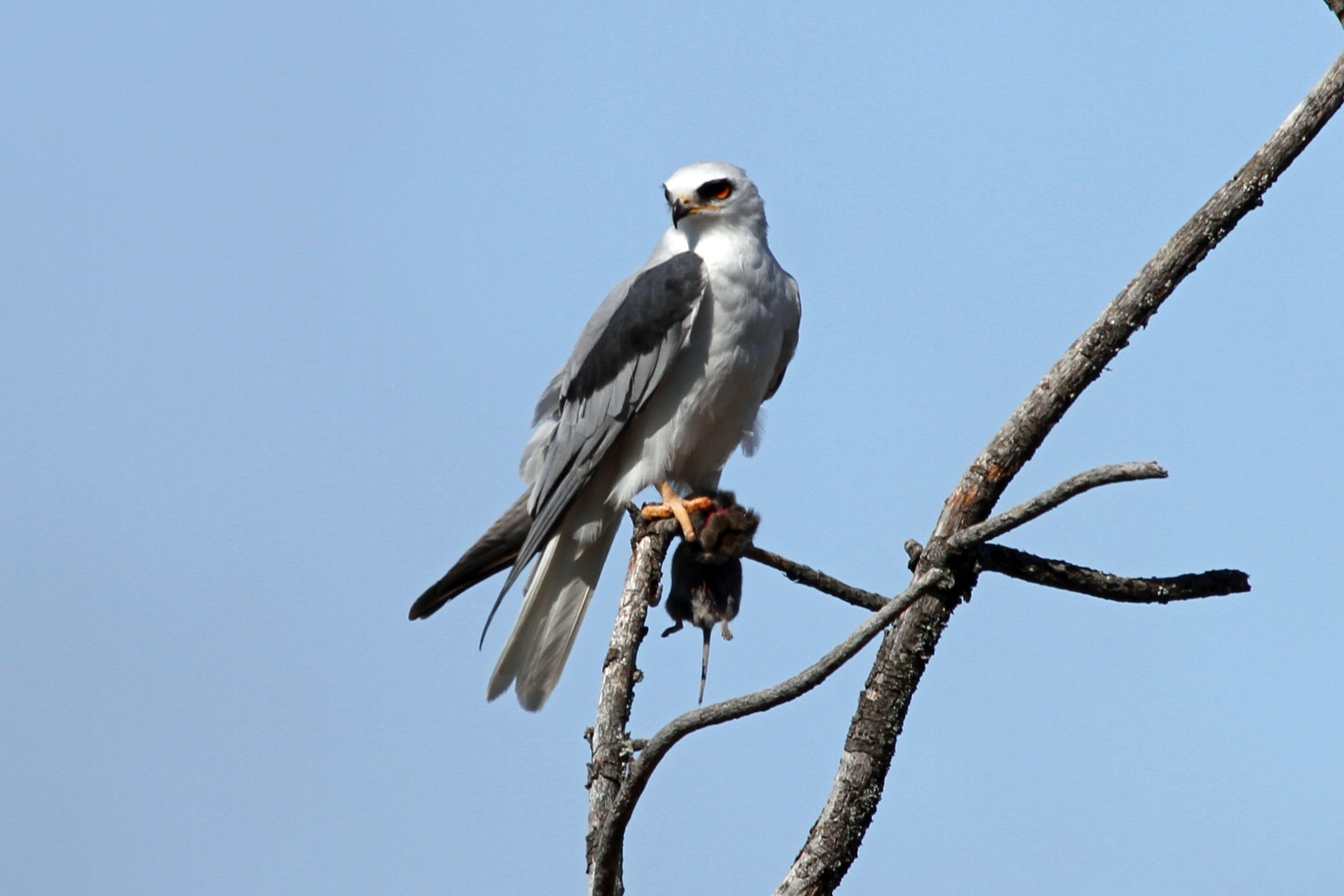
Kaniuk amerykański w Walnut Creek (Kalifornia)
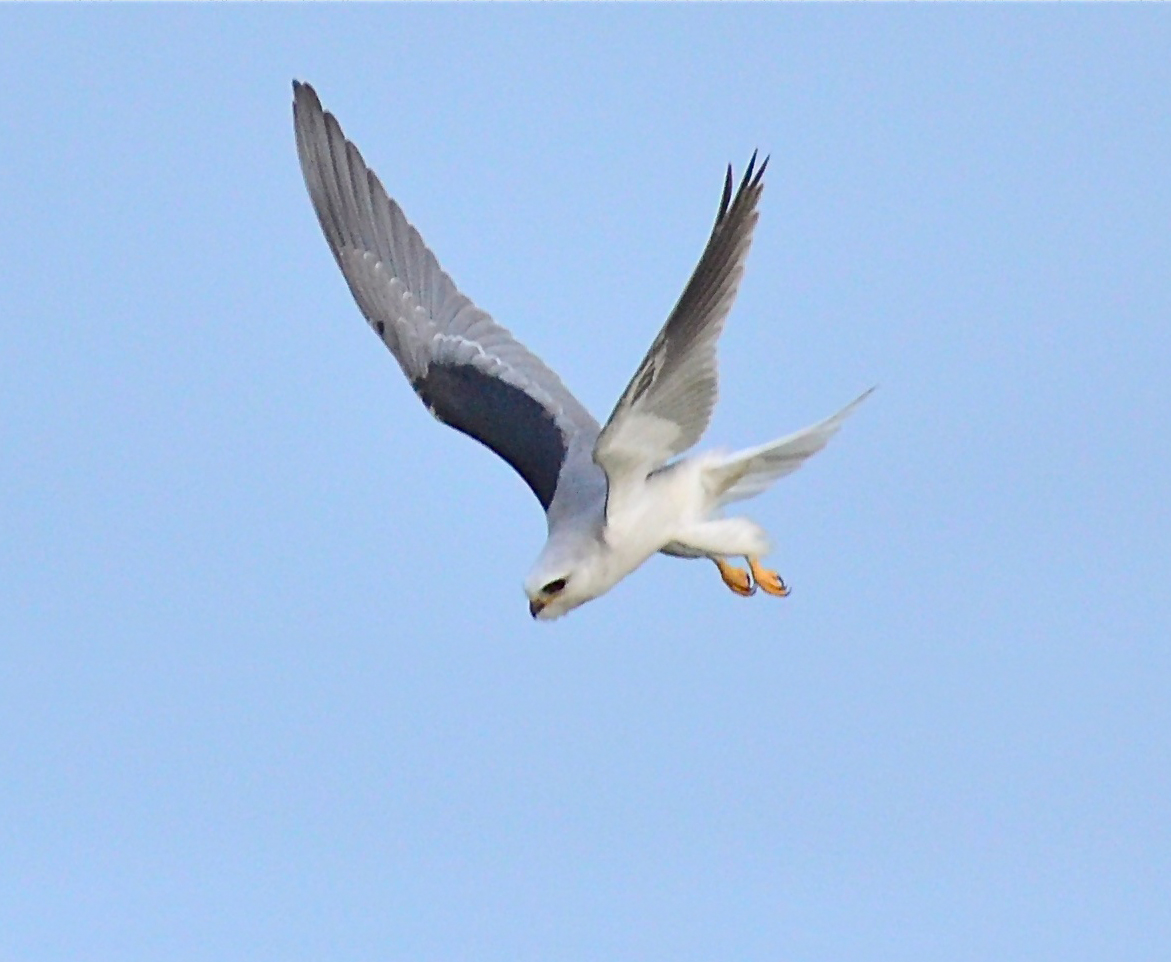
Kaniuk amerykański podczas lotu